# The Heart of France
The Heart of France anche conosciuta con il nome Sings in Italian for you è una raccolta della cantante franco-italiana Dalida, pubblicata da Sonopresse nel 1973 e uscita solamente in Francia. 
L’album è costituito da una parte delle registrazioni italiane di canzoni del periodo 1970-1973 che non erano apparse in Francia (ad eccezione di Mamy blue).  
Le novità di questo 33 giri sono Lei, lei (adattamento italiano di un successo di Marie Laforêt Viens, viens) e Sei solo un uomo in più che la stessa Dalida inciderà in francese. 
Questo album contiene anche i brani Col tempo (traduzione di Avec le temps) e La colpa è tua, scritta da Piero Ciampi.

## Tracce
Lato A
1. Lei, lei
2. Credo nell'amore
3. Col tempo
4. Cammina, cammina
5. L'amore mio per te
6. Lady d'Arbanville

Lato B
1. Sei solo un uomo in più
2. La colpa è tua
3. Mamy blue
4. Per non vivere soli
5. Non è più la mia canzone
6. Prigioniera